# Lake Bryan
Lake Bryan – jednostka osadnicza w Stanach Zjednoczonych, w stanie Teksas, w hrabstwie Brazos.